# Catena Piazzi-Paradisino
La Catena Piazzi-Paradisino è un massiccio montuoso delle Alpi di Livigno. Si trova in Italia (Lombardia) e, in parte minore, in Svizzera (Canton Grigioni). Prende il nome dalle due montagne più significative: la Cima Piazzi ed il Pizzo Paradisino.

## Collocazione
Secondo le definizioni della SOIUSA la Catena Piazzi-Paradisino ha i seguenti limiti geografici: Forcola di Livigno, Valle di Livigno, Passo d'Alpisella, Val Alpisella, Valle di Fraele, alta Valtellina, Val Poschiavo, Val Agonè, Forcola di Livigno.
Essa raccoglie la parte sud-orientale delle Alpi di Livigno.

## Classificazione
La SOIUSA definisce la Catena Piazzi-Paradisino come un supergruppo alpino e vi attribuisce la seguente classificazione:
- Grande parte = Alpi Orientali
- Grande settore = Alpi Centro-orientali
- Sezione = Alpi Retiche occidentali
- Sottosezione = Alpi di Livigno
- Supergruppo = Catena Piazzi-Paradisino
- Codice =  II/A-15.IV-B

## Suddivisione
La Catena Piazzi-Paradisino viene suddivisa in due gruppi e cinque sottogruppi:
- Gruppo del Piz Paradisino i.s.a. (3)
  - Gruppo del Piz Paradisino p.d. (3.a)
  - Gruppo Pizzo Filone-Monte Foscagno (3.b)
- Gruppo dei Piazzi i.s.a. (4)
  - Gruppo Lago Spalmo-Saoseo (4.a)
  - Costiera Grandi Rossi-Piz Trevisina (4.b)
  - Gruppo della Cima de' Piazzi p.d. (4.c)

Il Gruppo del Piz Paradisino i.s.a. raccoglie la parte settentrionale della Catena Piazzi-Paradisino a nord del Passo di Val Viola mentre il Gruppo dei Piazzi i.s.a. si trova a sud.

## Montagne

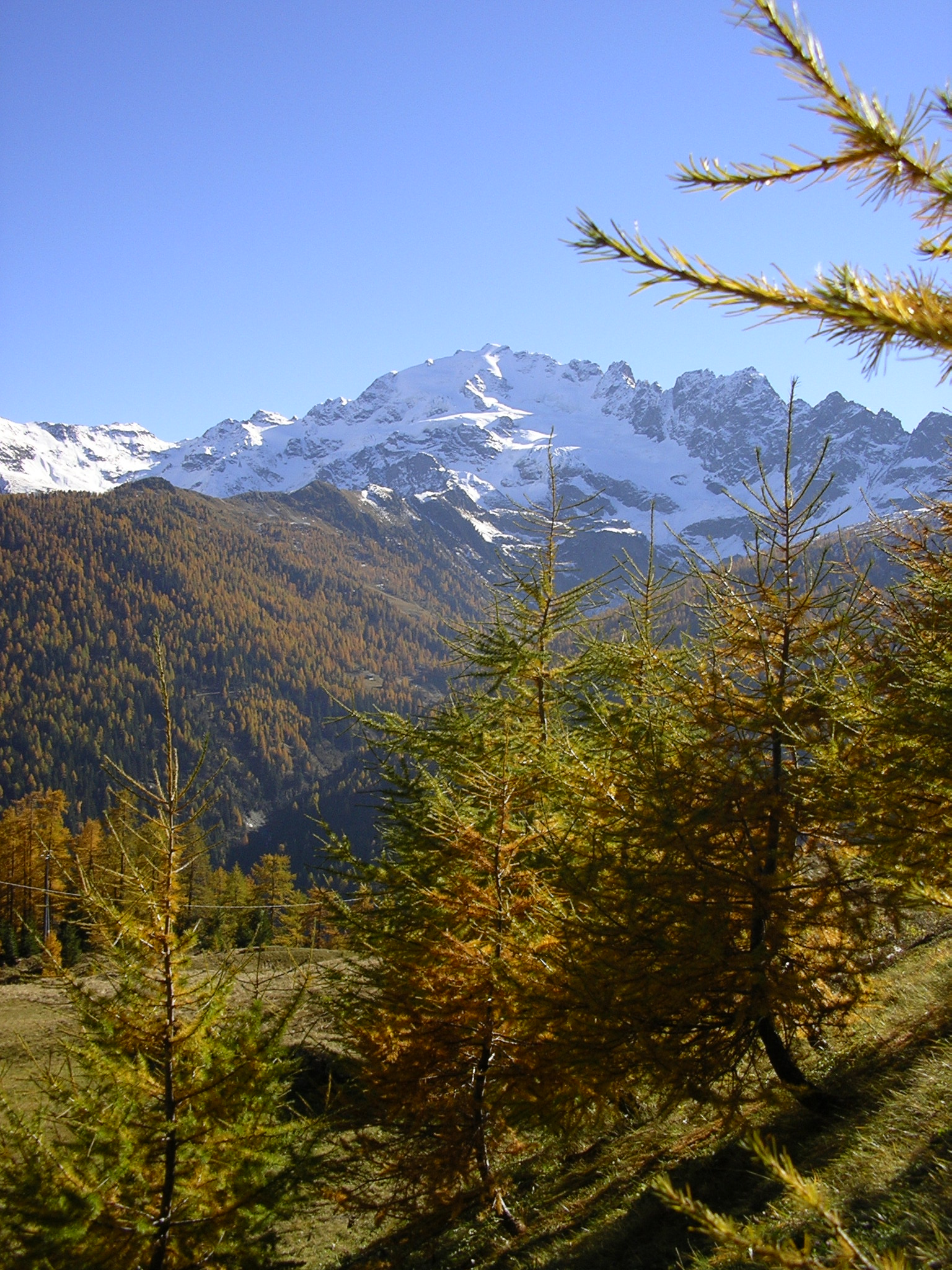
La Cima Piazzi.

Le montagne principali appartenenti alla Catena Piazzi-Paradisino sono:
- Cima Piazzi - 3.439 m
- Cima Viola - 3.374 m
- Pizzo Paradisino - 3.302 m
- Cima Lago Spalmo - 3.291 m
- Pizzo Dosdè - 3.280 m
- Scima da Saoseo - 3.264 m
- Corno di Dosdè - 3.232 m
- Corn da Camp - 3.232 m
- Pizzo Filone - 3.133 m
- Corna di Capra - 3.133 m
- Monte Forcellina - 3.087 m
- Piz Sena - 3.075 m
- Monte Vago - 3.059 m
- Monte Foscagno - 3.058 m
- Pizzo del Teo - 3.049 m
- Pizzo della Valle - 2.988 m
- Sasso Campana - 2.913 m
- Piz di Sassiglion - 2.855 m
- Pizzo Trevisina - 2.823 m
- Sasso Farinaccio - 2.780 m
- Monte Alpisella - 2.756 m